# Barfuss
Barfuss è un film del 2005 diretto e interpretato da Til Schweiger.

## Remake
Un remake statunitense dal titolo A piedi nudi (Barefoot) è uscito nel 2014 per la regia di Andrew Fleming.